# 奎尼酸脱氢酶
奎尼酸脱氢酶（英語：quinate dehydrogenase，EC 1.1.1.24 （页面存档备份，存于））是一种以NAD+或NADP+为受体、作用于供体CH-OH基团上的氧化还原酶。这种酶能催化以下酶促反应：
L-奎尼酸 + NAD+ {\displaystyle \rightleftharpoons } 3-脱氢奎尼酸 + NADH + H+
上述反应中的NAD+不能以NADP+替代。奎尼酸脱氢酶以奎尼酸为特异性底物，而苯丙酮酸、苯丙氨酸、肉桂酸和莽草酸则不能作为底物。这种酶主要参与苯丙氨酸、酪氨酸和色氨酸的生物合成过程。